# Fannia bahiensis
Fannia bahiensis är en tvåvingeart som beskrevs av Albuquerque 1954. Fannia bahiensis ingår i släktet Fannia och familjen takdansflugor. Inga underarter finns listade i Catalogue of Life.